# Any Mundial de les Matemàtiques
L'Any Mundial de les Matemàtiques va ser declarat l'any 2000 per popularitzar les matemàtiques a tot el món.

## Història
El 6 de maig de 1992, durant la celebració a Rio de Janeiro del 40 aniversari de l'Instituto Nacional de Matemática Pura e Aplicada, l'eminent matemàtic francès Jacques-Louis Lions, president de la Unió Matemàtica Internacional, va proclamar el 2000 com a Any Mundial de les Matemàtiques. La UNESCO també es va adherir a l'Any Mundial de les Matemàtiques, i en la seva reunió plenaria de l'11 de novembre de 1997, la Conferència General de la UNESCO va aprovar el projecte de resolució 29 C/DR126 sobre l'Any Mundial de les Matemàtiques, posant èmfasi en els aspectes educatius de matemàtiques. Durant el Congrés Internacional de Matemàtics de 1998 es va fer un informe sobre els preparatius per a l'Any Mundial de les Matemàtiques.

## Esdeveniments
La Unió Matemàtica Internacional estableix tres objectius principals:
1. Identificar els reptes matemàtics més grans del segle xxi.
2. Proclamar les matemàtiques com a clau del desenvolupament.
3. Millorar la imatge de les matemàtiques mitjançant una difusió d'alta qualitat.

### Catalunya
El Parlament de Catalunya va celebrar una sessió al Palau del Parlament el dia 19 de juny de 2000. El Concurs de Fotografia Matemàtica és una activitat organitzada per l'ABEAM. Es va iniciar l’any 2000 per celebrar l’Any Mundial de les Matemàtiques.